# Lorraine Pintal
Lorraine Pintal, née à Plessisville le 24 septembre 1951, est comédienne, réalisatrice télé, animatrice radio,et metteuse en scène. Elle fut directrice artistique et générale du Théâtre du Nouveau Monde à Montréal (Québec) de 1992 à 2024.

## Biographie
Très jeune, Lorraine Pintal commence ses études théâtrales au Conservatoire Lassalle. Elle poursuit sa formation au Conservatoire d'art dramatique de Montréal. Diplômée en 1972, elle commence sa carrière sur la scène du Théâtre du Nouveau Monde dans la pièce Mistero Buffo mise en scène par André Brassard. Elle se produit ensuite sur les planches du Théâtre du Rideau Vert et du Théâtre de Quat'Sous, avant de créer, l'année suivante, avec des diplômés de sa classe du Conservatoire, une troupe de jeune théâtre, La Braoule, qui deviendra La Rallonge où pendant 15 ans elle participe à différentes créations à titre de comédienne et de metteuse en scène.
Au tournant des années 1980, la mise en scène prend le pas sur son travail de comédienne et elle obtient un grand succès en 1981 avec C’était avant la guerre à l’Anse-à-Gilles, de Marie Laberge, jeune auteure alors inconnue. Ainsi, elle est aujourd’hui reconnue comme étant une des plus grandes metteuses en scène québécoises et a signé plus de 60 mises en scène pour le théâtre ou l’opéra. Tout au long de sa carrière, elle s’est distinguée par ses affinités avec l’univers de dramaturges québécois. Elle a visité le monde de Michel Tremblay (Hosanna, en 1991), Marcel Dubé (Florence, en 1987, Les Beaux Dimanches en 1993), Réjean Ducharme (Ha ha,!... en 1990 , Ines Pérée et Inat Tendu en 1991, L’Hiver de force en 2001) et plongé à quatre reprises chez Claude Gauvreau (Le Vampire et la Nymphomane en 1996, Les oranges sont vertes en 1999, L’Asile de la pureté en 2003 et La Charge de l'orignal épormyable en 2009).
Du côté de la télévision, Lorraine Pintal réalise Rachel et Réjean Inc. d'Anne et Claire Dandurand, ainsi que Le Grand Remous (1988) de Mia Riddez et coordonne la réalisation de la série de Victor-Lévy Beaulieu, Montréal P.Q., pour la Société Radio-Canada. Elle adapte également pour la télévision certaines de ses mises en scène au théâtre, notamment Hosanna de Michel Tremblay, d'abord montée au Théâtre de Quat'Sous de Montréal, et Tartuffe de Molière. À l'automne 2002, elle réalise pour la Société Radio-Canada Bilan de Marcel Dubé, un classique du théâtre québécois.
En tant que comédienne, elle joue sur toutes les scènes montréalaises sous la direction de metteurs en scène aussi réputés que Jean-Pierre Ronfard, André Brassard et Olivier Reichenbach. Elle est de la distribution des séries télévisées La Pépinière, Onzième Spéciale, Blanche, Juliette Pomerleau, Deux Frères, et de longs métrages comme Nelligan, réalisé par Robert Favreau, ainsi que Congorama, réalisé par Philippe Falardeau.
Son spectacle solo, Madame Louis 14, qu’elle écrit, met en scène et interprète en 1988, à la Salle Fred-Barry, reste l’un de ses plus beaux succès. Écrit à partir de la vie de Madame de Maintenon, dernière épouse du roi Louis XIV, la pièce a été présentée au Canada et en France et a obtenu le prix de la meilleure production québécoise à la Quinzaine internationale du théâtre de Québec en 1990. En 2010-2011, Denise Filiatrault, directrice du Théâtre du Rideau Vert, lui offre sa scène pour la reprise de ce spectacle.
À partir de 2008, elle anime l’émission littéraire radiophonique Vous m’en lirez tant, à la Première Chaîne de Radio-Canada.
En avril 2014, elle se présente comme candidate du Parti québécois aux élections générales québécoises, dans la circonscription de Verdun (Montréal). Traditionnellement libéral, elle y est défaite par le libéral Jacques Daoust.
Lorraine Pintal a annoncé le 11 janvier 2024 qu’elle quittera son poste à la fin du mois d’août 2024, après plus de 30 ans à la tête du Théâtre du Nouveau Monde.

### Théâtre du Nouveau Monde
En 1992, Lorraine Pintal prend la relève d'Olivier Reichenbach à la direction artistique et générale du Théâtre du Nouveau Monde (TNM) qui vivait alors une situation difficile. Elle se donne pour mission de refaire l'image de marque de l'institution, en plus d'effacer son déficit accumulé.
Elle parvient à redresser le bilan administratif et financier du TNM et, en 1996, elle et son équipe obtiennent, grâce aux fonds gouvernementaux et à une campagne de financement privée, les ressources financières nécessaires à la rénovation du lieu qu’occupe le TNM depuis 1972. Lorraine Pintal fait appel à l’architecte Dan Hanganu pour mener ces travaux.
Sur la scène de ce théâtre, elle met en scène une trentaine de pièces dont certaines ont été jouées à l'étranger: L’Hiver de force au Théâtre de l’Odéon en 2002, The Burial at Thebes, à l’Abbey Theatre de Dublin, l’opéra d’Alban Berg Wozzeck au Centre d'arts Orford en 2004, Don Juan au Festival de Stratford en 2006 et La Déraison d’amour, avec Marie Tifo, au Théâtre des Célestins à Lyon en 2008 et au Piccolo Teatro de Milan en 2010.

## Mises en scène
- C'était avant la guerre à l'anse à Gilles de Marie Laberge (NCT, 1981)
- Dans la jungle des villes de Bertolt Brecht (La Rallonge, 1981)
- Le Malade imaginaire de Molière (TPQ, 1982)
- La Visite des sauvages d'Anne Legault (Compagnie Jean-Duceppe, 1986)
- Florence de Marcel Dubé (NCT, 1987)
- Le Syndrome de Cézanne de Normand Canac-Marquis (La Rallonge, 1987)
- Madame LOUIS 14 de Lorraine Pintal (La Rallonge, 1988)
- Les Jumeaux d'Urantia de Normand Canac-Marquis (Théâtre d'Aujourd'hui, 1989)
- HA ha ! de Réjean Ducharme (Théâtre du Nouveau Monde, 1990)
- Les Femmes savantes de Molière (NCT, 1990)
- Hosanna de Michel Tremblay (Théâtre de Quat'Sous, 1991)
- Vol au-dessus d'un nid de coucou de Dale Waserman (Compagnie Jean-Duceppe, 1991)
- Ines Pérée et Inat Tendu de Réjean Ducharme (Théâtre du Nouveau Monde, 1991)
- Les Beaux Dimanches de Marcel Dubé (Théâtre du Nouveau Monde, 1993)
- Andromaque de Jean Racine (Théâtre du Nouveau Monde, 1994)
- Jeanne Dark des abattoirs de Bertolt Brecht (Théâtre du Nouveau Monde, 1994)
- La Compagnie des hommes de Edward Bond (Théâtre de Quat'Sous, 1996)
- Hedda Gabler de Henrik Ibsen (Théâtre du Nouveau Monde, 1996)
- Le Vampire et la nymphomane de Claude Gauvreau (Production Chants Libres, 1996)
- Tartuffe de Molière (Théâtre du Nouveau Monde, 1997)
- Les Sorcières de Salem d'Arthur Miller (Théâtre du Nouveau Monde, 1998)
- Les oranges sont vertes de Claude Gauvreau (Théâtre du Nouveau Monde, 1999)
- Monsieur Bovary de Robert Lalonde (Théâtre du Nouveau Monde, 2000)
- L’Hiver de force de Réjean Ducharme (Théâtre du Nouveau Monde, 2001, L’Odéon Théâtre de l’Europe, 2002)
- Montréal brûle les planches (spectacle de clôture Festival Montréal en Lumière 2003)
- L’Asile de la pureté de Claude Gauvreau (Théâtre du Nouveau Monde, 2003)
- The Burial at Thebes, adaptation du poète irlandais Seamus Heaney d'après Antigone de Sophocle, (Abbey Theatre à Dublin en Irlande, 2004)
- Wozzeck, opéra de Alban Berg dirigé par Yannick Nézet-Séguin (Centre d’arts Orford, été 2004)
- Une adoration de Nancy Huston, adaptation théâtrale Lorraine Pintal (Théâtre du Nouveau Monde, 2004)
- Antigone adaptation Seamus Heaney d'après Sophocle, texte français de l’auteure québécoise Marie-Claire Blais (Théâtre du Nouveau Monde, 2005)
- Wozzeck, opéra de Alban Berg dirigé par Yannick Nézet-Séguin (Théâtre du Nouveau Monde, 2006)
- Dom Juan de Molière (Festival de Stratford, 2006 et TNM 2007)
- La Petite Pièce en haut de l'escalier de Carole Fréchette (TNM 2008)
- La Charge de l'orignal épormyable de Claude Gauvreau (Théâtre du Nouveau Monde, mars 2009)
- Huis clos de Jean-Paul Sartre (Théâtre du Nouveau Monde, mars 2010)
- Marie de l'Incarnation ou la Déraison d’amour de Jean-Daniel Lafond (Théâtre du Trident, septembre 2008, Théâtre du Nouveau Monde, juin 2009, Théâtre des Célestins à Lyon, novembre 2008, Piccolo Teatro à Milan, octobre 2010
- Le Dieu du carnage de Yasmina Reza (Théâtre du Nouveau Monde, 2010)
- Le Journal d'Anne Frank d'Eric-Emmanuel Schmitt (Théâtre du Nouveau Monde, 2015)[2]
- Le Roman de Monsieur de Molière de Mikhaïl Boulgakov (Théâtre du Nouveau Monde, 2022)

## Filmographie
- 1977 : Le soleil se lève en retard
- 1988 : Onzième spéciale
- 1991 : Nelligan : Émilie Nelligan
- 1999 : Juliette Pomerleau (série télévisée) : Elvina
- 2006 :  Congorama : Lucie

## Œuvres
- Pourquoi les larmes ont-elles le goût salé de la mère ?, Québec Amérique, Collection III, 2021.

## Distinctions
- 1978 Championnat de la Ligue nationale d'improvisation comme entraineur
- 1987 Prix de l'association des critiques de théâtre, meilleure mise en scène, Le syndrome de Cézanne de Normand Canac-Marquis
- 1990 Prix de l'association des critiques, meilleure production théâtrale, Ha ha!... de Réjean Ducharme
- 1990 Prix de la Quinzaine Internationale de Québec, meilleure production québécoise, Madame Louis 14
- 1991 Nomination Prix Gémeau, meilleure réalisation émission dramatique, Hosannade Michel Tremblay
- 1991 Prix de l'association des critiques, meilleure mise en scène, meilleure production théâtrale Hosanna de Michel Tremblay
- 1995 Prix Gémeau, meilleure réalisation série dramatique pour Montréal P.Q. de V.L. Beaulieu
- 1999 Nomination Prix Gémeau, interprétation féminine de soutien, Juliette Pomerleau
- 2000 Masque de la meilleure production Montréal pour Les Oranges sont vertes, de Claude Gauvreau
- 2001 Prix Gascon-Thomas, remis par l’École Nationale de Théâtre du Canada
- 2002 Membre de l'Ordre du Canada
- 2003 Nomination Prix Gémeau, meilleure réalisation dramatique pour Bilan de Marcel Dubé
- 2005 Prix OPUS, meilleur spectacle musical régions pour l’opéra Wozzeck, présenté par le Centre d’Arts Orford
- 2007 Femmes de mérite en Arts et Culture
- 2017 Compagne de l'Ordre des arts et des lettres du Québec[3], honneur décerné par le Conseil des arts et des lettres du Québec.
- 2017 Prix Gascon-Roux, remis par le Théâtre du Nouveau Monde[4], pour la meilleure mise en scène de la saison 16-17 (La bonne âme du Se-Tchouan)
- 2020 Officière de l'Ordre de Montréal[5]
- 2021 Prix Denise-Filiatrault[6]

Lorraine Pintal est aussi présidente du Conseil d'administration de la Vitrine culturelle de Montréal depuis 2003.